# Kari Mette Johansen
Kari Mette Johansen (ur. 11 stycznia 1979 roku w Fredrikstad) – norweska piłkarka ręczna, reprezentantka kraju. Gra na pozycji lewoskrzydłowej. Obecnie występuje w norweskim Larvik HK. 
Podczas Igrzysk Olimpijskich 2008 w Pekinie zdobyła mistrzostwo olimpijskie.

## Sukcesy

### reprezentacyjne
- 2004, 2006, 2008, 2010:  mistrzostwo Europy
- 2007:  wicemistrzostwo Świata
- 2008:  mistrzostwo olimpijskie

### klubowe
- 2004:  brązowy medal Mistrzostw Danii
- 1999:  wicemistrzostwo Norwegii
- 2000, 2001, 2002, 2003, 2005, 2006, 2007, 2008, 2009, 2010, 2011, 2012, 2013, 2014:  mistrzostwo Norwegii
- 2000, 2003, 2004, 2005, 2006, 2007, 2009, 2010, 2011, 2012, 2013, 2014:  puchar Norwegii
- 2005, 2008:  puchar zdobywców pucharów
- 2009:  finalistka pucharu zdobywców pucharów

## Nagrody indywidualne
- 2006: najlepsza prawoskrzydłowa mistrzostw Europy